# Chris von Saltza
Susan Christina von Saltza, coneguda com a Chris von Saltza, (San Francisco, Estats Units 1944) és una nedadora estatunidenca, ja retirada, guanyadora de quatre medalles olímpiques.

## Biografia
Va néixer el 13 de gener de 1944 a la ciutat de San Francisco, població situada a l'estat de Califòrnia.

## Carrera esportiva
Especialista en la modalitat de crol, va participar als 16 anys en els Jocs Olímpics d'Estiu de 1960 realitzats a Roma (Itàlia), on va aconseguir guanyar quatre medalles: la medalla d'or en les proves dels 400 metres lliures, on va establir un nou rècord olímpic amb un temps de 4:50.6 minuts; en els relleus 4x100 metres lliures i els relleus 4x100 metres estils, on va establir sengles rècords del món amb la selecció nord-americana amb uns temps de 4:08.9 minuts i 4:41.1 minuts respectivament. En aquesta mateixos guanyà la medalla de plata en la prova dels 100 metres lliures, finalitzant per darrere de la favorita Dawn Fraser.
Al llarg de la seva carrera guanyà cinc medalles en els Jocs Panamericans, totes elles d'or.